# گمینا زلوو
گمینا زلوو (به لهستانی:  Gmina Zelów) یک گمینا در لهستان است که در شهرستان بوخاتوف واقع شده‌است. گمینا زلوو ۱۶۸٫۲۱ کیلومتر مربع مساحت و ۱۵٬۳۲۱ نفر جمعیت دارد.